# Thales Leites
Thales Leites Lourenço (født 6. september 1981 i Rio de Janeiro i Brasilien) er en brasiliansk MMA-udøver, der konkurrerer i organisationen Ultimate Fighting Championship (UFC).

## MMMA

### Tidligere karriere
Leites begyndte at træne Brasiliansk Jiu-jitsu i 1999 og fik efter bare 4 år sort bælte under Welton Ribeiro. I 2001 vandt han det Brasilianske mesterskab og kom på en tredje plads i VM, 2002 vandt han Copa do Mundo.
Han fik sin professionelle MMA-debut i november 2003, hvor kampen sluttede med en submission-sejr for Leites som endte med at vinde sine første 9 MMA-kampe.

### Ultimate Fighting Championship
Thales Leites fik sin debut i UFC på The Ultimate Fighter 4 Finale den 11. november 2006 da han tabte til danske Martin Kampmann. Tanken var dog at han skulle have debuteret et par måneder tidligere mod Nate Marquardt men problemer med Leites visum gjorde at matchen blev aflyst. Nederlaget mod Kampmann blev Leites første som professionel fighter.
Leites vandt efter dette sejre i træk i i UFC, heriblandt en kontroversiel dommer afgørelse mod Nathan Marquardt på point efter at Marquardt havde fået fratrukket 2 point på grund af regelbrud i den anden og tredje omgang.
Leites fik en titelkamp i UFC:s mellemvægtsdivision mod den regerende mester Anderson Silva på UFC 97 den 18. april 2009. Kampen gik alle omgangene og Silva blev tildelt sejren med dommerstemmerne 49-46, 48-47 og 50-46. Efter at Leites tabte sin næste kamp valgt UFC ikke at for længe kontrakt med ham.
Han vendte dog tilbage i UFC-organisationen med en sejr over Tom Watson på UFC 163 den 3. august, 2013.
Han kæmpede hovedkamp mod Michael Bisping på UFC Fight Night: Bisping vs. Leites i Glasgow i Skotland den 18. juli, 2015. Leites tabte en tæt kamp via split decision.
Han tabte til svenske Jack Hermansson på knockout (slag) på UFC 224 den 12. maj 2018 Rio de Janeiro i Brasilien.

## Privatliv
Leites og hans kæreste fik en datter ved navn Valentina i juli, 2009.